# 8811 Вальтершмадель
8811 Вальтершмадель (8811 Waltherschmadel) — астероїд головного поясу, відкритий 20 жовтня 1982 року.
Тіссеранів параметр щодо Юпітера — 3,345.